# 더치페이
더치 페이 (Dutch pay)란 2명 이상의 모임, 회식 등에서 어떤 재화나 서비스에 대해 돈을 계산할 때, 한 사람이 한꺼번에 계산하지 않고 각 개인이 취한 부분에 대해서 돈을 따로 치르는 계산 방식을 뜻한다. 순화어는 각자내기이다. 일본어에서 온 속어로는 뿜빠이(일본어: 分配)라는 표현도 있고, 중국어를 사용하는 언어권 지역에서는 AA제라고 가리킨다.

## 유래
더치 페이(Dutch pay)는 더치 트리트(Dutch treat)라는 네덜란드 단어에서 유래한 것으로 더치(Dutch)는 네덜란드인을, 트리트(treat)는 한턱내다, 대접하다라는 뜻으로 더치 트리트는 한국어로 표현하면 "대접"이라고 할 수 있다. 더치 페이라는 단어는 17세기인 1602년 네덜란드가 아시아 지역 식민지 경영 및 무역 활동을 위해 네덜란드 동인도회사를 세워 영국과 식민지를 경쟁에 나선 것에서 시작한다. 이후 네덜란드와 영국이 식민지 문제로 충돌하여 영국-네덜란드 전쟁을 3차례 치르면서 두 나라간 갈등이 생기기 시작했다. 영국인들은 네덜란드 사람을 비하하기 위해 네덜란드의 문화인 더치 트리트의 트리트(treat)를 지불하다라는 의미의 페이(pay)라는 단어로 바꾸어 사용하기 시작하면서 지금과 같은 더치 페이라는 단어가 생기게 되었다. 국립국어원에서는 더치 페이라는 단어 대신 '각자내기'라는 단어로 순화해 사용할 것을 권장하고 있다.
대한민국에서는 과거 남녀가 데이트를 하거나 여럿이 식사를 할 때 각자내기를 하지 않고 한 사람이 모든 비용을 내는 경우가 많았는데, 최근에는 각자내기에 대한 긍정적 인식이 많다.